# Rangún
Rangún es la ciudad más grande de Birmania, antigua capital del país hasta 2005, año en que fue sustituida por Naipyidó. Cuenta con una población estimada de 5.430.000 habitantes (2016). La ciudad se encuentra en las orillas del río Yangón, cerca del golfo de Martaban.
El término Yangón proviene de las palabras birmanas yan y koun que significan «ciudad sin enemigos».
En comparación con otras ciudades importantes del sudeste asiático, Rangún no está muy desarrollada aunque existe un auge en la construcción debido, sobre todo, a la influencia de la inversión privada, principalmente de la que procede de Singapur y China. En el centro de la ciudad y en el área metropolitana se han reconstruido y remodelado numerosos pisos y centros comerciales (conocidos como taik). Rangún posee el mayor número de edificios coloniales de la zona entre los que destacan las oficinas del gobierno, la Corte Suprema, el Ayuntamiento o el Hospital General, todos ellos restaurados o en proceso de restauración. Los barrios periféricos como Thaketa o las «nuevas ciudades» (myo-thit) son áreas pobres con un marcado carácter suburbial.

## Historia
Rangún fue fundada con el nombre de Dagon en los años 500 por los mon. En esa época, los mon dominaban las partes bajas de la actual Birmania. Dagon no era más que una pequeña villa de pescadores, centrada alrededor de la pagoda Shwedagon. En 1753, el rey Alaungpaya conquistó la baja Birmania y renombró Dagon como Yangón. La ciudad fue destruida por un incendio en 1841 y sufrió graves daños durante la Segunda guerra anglo-birmana de 1852.

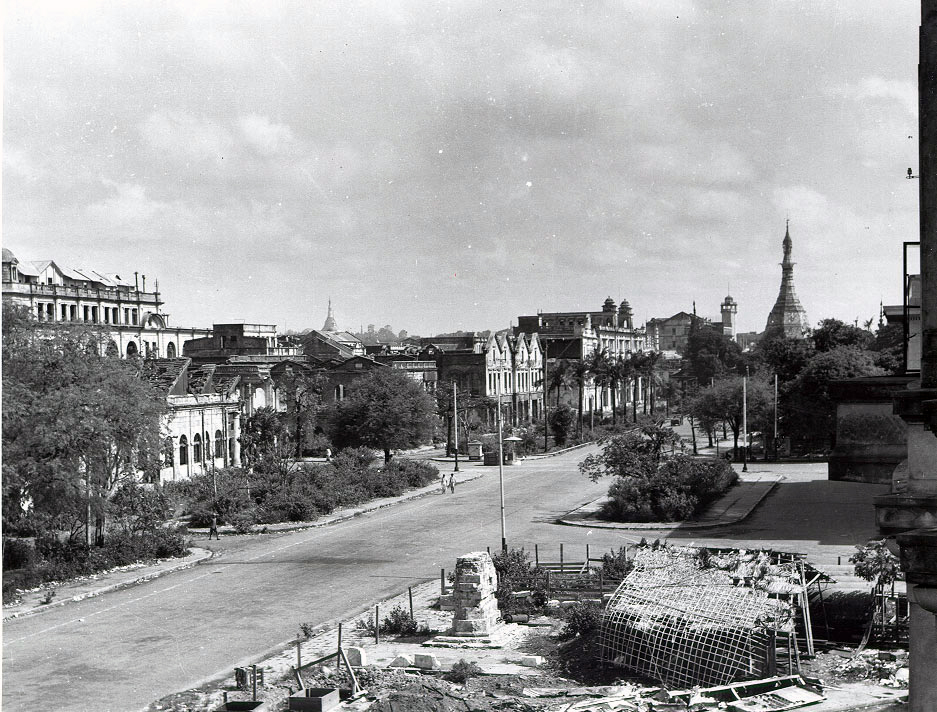
Calle de Rangún dañada durante la Segunda Guerra Mundial

El Imperio Británico tomó la ciudad ese mismo año y la transformó en un enclave destacado tanto política como económicamente. Cambió su nombre al de Rangon. Los británicos introdujeron el sistema educativo occidental y construyeron numerosas escuelas religiosas para la enseñanza del inglés. Las principales industrias durante el periodo colonial fueron el arroz y la madera, aunque también tuvieron importancia otras como el algodón, las piedras preciosas o el marfil. A principios de los años 1900, Rangon poseía unos servicios públicos e infraestructuras similares a las de Londres.
La ciudad sufrió fuertes daños durante el terremoto y el tsunami ocurridos en 1930; también padeció graves destrozos durante la Segunda Guerra Mundial. Tras la guerra siguió siendo la capital del país. En 1989 se adaptó la forma local Yangon del topónimo como oficial. Este cambio es un tanto controvertido ya que la junta militar que lo realizó no está legítimamente reconocida por algunos gobiernos. Los Estados Unidos, por ejemplo, siguen utilizando el nombre de Rangoon para referirse a la ciudad. También se cambiaron los nombres de las ciudades al birmano aunque muchos lugareños siguen usando los nombres en inglés.
En 1996, para proteger algunos edificios coloniales bajo jurisdicción gubernamental, el gobierno realizó una lista de los edificios a conservar.
El 6 de noviembre de 2005, la junta militar empezó a trasladar sus dependencias hacia la moderna ciudad de Naipyidó. Las razones de este cambio no están muy claras aunque se cree que el régimen se trasladó hacia el interior para tener una mejor posición estratégica ante una posible invasión. Rangún perdió la capitalidad del país.

## Administración

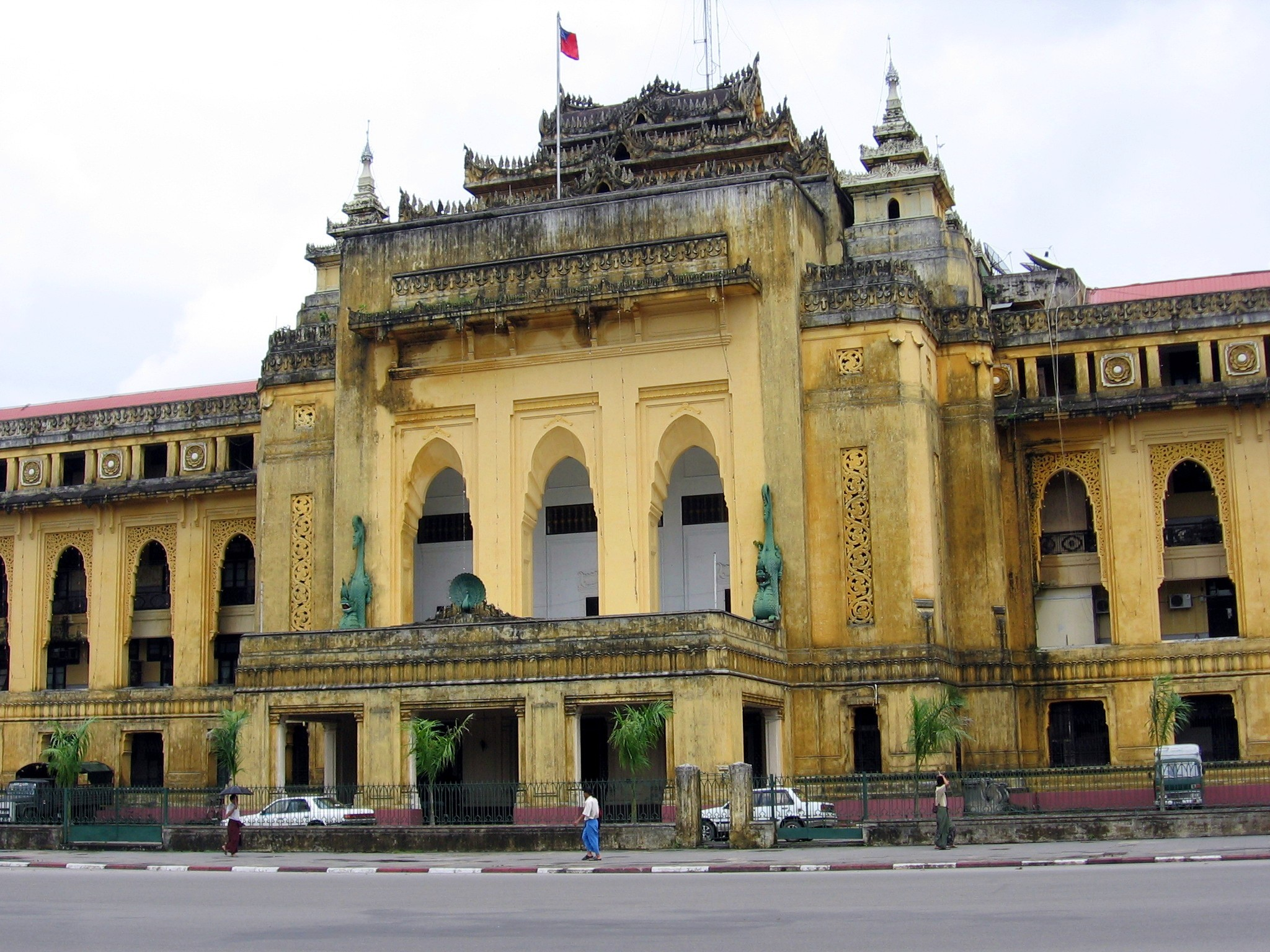
Fachada del Ayuntamiento

Rangún está administrada por el Comité de Desarrollo de la ciudad de Rangún, que coordina también los planes urbanísticos. Está dividida en cuatro distritos que tienen en total 32 municipios. Cada municipio está administrado por un comité que tiene capacidad de decisión sobre las mejoras de la ciudad y las infraestructuras.

## Clima
El clima de Rangún es tropical y monzónico, pero más atemperado en comparación a otras ciudades ecuatoriales.
| Mes                            | Ene     | Feb     | Mar     | Abr     | May     | Jun     | Jul     | Ago     | Sep     | Oct     | Nov     | Dic     | Año     |
| ------------------------------ | ------- | ------- | ------- | ------- | ------- | ------- | ------- | ------- | ------- | ------- | ------- | ------- | ------- |
| Media alta °C (°F)             | 31 (89) | 34 (94) | 36 (97) | 37 (99) | 33 (92) | 30 (86) | 29 (85) | 29 (85) | 30 (86) | 31 (88) | 31 (89) | 31 (88) | 32 (90) |
| Media temperatura baja °C (°F) | 18 (65) | 19 (67) | 21 (71) | 24 (76) | 25 (78) | 25 (77) | 24 (76) | 24 (76) | 24 (76) | 25 (77) | 22 (73) | 19 (67) | 22 (73) |

Fuente: Weatherbase
| Parámetros climáticos promedio de Rangún (1961—1990)                                                      | Parámetros climáticos promedio de Rangún (1961—1990) | Parámetros climáticos promedio de Rangún (1961—1990) | Parámetros climáticos promedio de Rangún (1961—1990) | Parámetros climáticos promedio de Rangún (1961—1990) | Parámetros climáticos promedio de Rangún (1961—1990) | Parámetros climáticos promedio de Rangún (1961—1990) | Parámetros climáticos promedio de Rangún (1961—1990) | Parámetros climáticos promedio de Rangún (1961—1990) | Parámetros climáticos promedio de Rangún (1961—1990) | Parámetros climáticos promedio de Rangún (1961—1990) | Parámetros climáticos promedio de Rangún (1961—1990) | Parámetros climáticos promedio de Rangún (1961—1990) | Parámetros climáticos promedio de Rangún (1961—1990) |
| Mes | Ene.                                                 | Feb.                                                 | Mar.                                                 | Abr.                                                 | May.                                                 | Jun.                                                 | Jul.                                                 | Ago.                                                 | Sep.                                                 | Oct.                                                 | Nov.                                                 | Dic.                                                 | Anual                                                |
| --- | ---------------------------------------------------- | ---------------------------------------------------- | ---------------------------------------------------- | ---------------------------------------------------- | ---------------------------------------------------- | ---------------------------------------------------- | ---------------------------------------------------- | ---------------------------------------------------- | ---------------------------------------------------- | ---------------------------------------------------- | ---------------------------------------------------- | ---------------------------------------------------- | ---------------------------------------------------- |
| Temp. máx. abs. (°C)                                                                                      | 37.8                                                 | 38.3                                                 | 39.4                                                 | 41.1                                                 | 40.6                                                 | 36.7                                                 | 33.9                                                 | 33.9                                                 | 34.4                                                 | 35.0                                                 | 35.0                                                 | 35.6                                                 | 41.1                                                 |
| Temp. máx. media (°C)                                                                                     | 32.2                                                 | 34.5                                                 | 36.0                                                 | 37.0                                                 | 33.4                                                 | 30.2                                                 | 29.7                                                 | 29.6                                                 | 30.4                                                 | 31.5                                                 | 32.0                                                 | 31.5                                                 | 32.3                                                 |
| Temp. media (°C)                                                                                          | 25.1                                                 | 26.9                                                 | 28.8                                                 | 30.7                                                 | 29.2                                                 | 27.4                                                 | 26.9                                                 | 26.9                                                 | 27.3                                                 | 27.9                                                 | 27.2                                                 | 25.3                                                 | 27.5                                                 |
| Temp. mín. media (°C)                                                                                     | 17.9                                                 | 19.3                                                 | 21.6                                                 | 24.3                                                 | 25.0                                                 | 24.5                                                 | 24.1                                                 | 24.1                                                 | 24.2                                                 | 24.2                                                 | 22.4                                                 | 19.0                                                 | 22.6                                                 |
| Temp. mín. abs. (°C)                                                                                      | 12.8                                                 | 13.3                                                 | 16.1                                                 | 20.0                                                 | 20.6                                                 | 21.7                                                 | 21.1                                                 | 20.0                                                 | 22.2                                                 | 21.7                                                 | 16.1                                                 | 12.8                                                 | 12.8                                                 |
| Lluvias (mm)                                                                                              | 5                                                    | 2                                                    | 7                                                    | 15                                                   | 303                                                  | 547                                                  | 559                                                  | 602                                                  | 368                                                  | 206                                                  | 60                                                   | 7                                                    | 2681                                                 |
| Días de lluvias (≥ 1 mm)                                                                                  | 0.2                                                  | 0.2                                                  | 0.4                                                  | 1.6                                                  | 12.6                                                 | 25.3                                                 | 26.2                                                 | 26.1                                                 | 19.5                                                 | 12.2                                                 | 4.8                                                  | 0.2                                                  | 129.3                                                |
| Horas de sol                                                                                              | 300                                                  | 272                                                  | 290                                                  | 292                                                  | 181                                                  | 80                                                   | 77                                                   | 92                                                   | 97                                                   | 203                                                  | 280                                                  | 288                                                  | 2452                                                 |
| Humedad relativa (%)                                                                                      | 62                                                   | 66                                                   | 69                                                   | 66                                                   | 73                                                   | 85                                                   | 86                                                   | 87                                                   | 85                                                   | 78                                                   | 71                                                   | 65                                                   | 74                                                   |
| Fuente n.º 1: World Meteorological Organization, Sistema de Clasificación Bioclimática Mundial (extremes) |                                                      |                                                      |                                                      |                                                      |                                                      |                                                      |                                                      |                                                      |                                                      |                                                      |                                                      |                                                      |                                                      |
| Fuente n.º 2: Danish Meteorological Institute (sun and relative humidity)                                 |                                                      |                                                      |                                                      |                                                      |                                                      |                                                      |                                                      |                                                      |                                                      |                                                      |                                                      |                                                      |                                                      |

## Demografía
| Año  | población 1872–1941, 1950–2025 |
| ---- | ------------------------------ |
| 1824 | 10000                          |
| 1856 | 46000                          |
| 1872 | 100000                         |
| 1881 | 165000                         |
| 1891 | 181000                         |
| 1901 | 248000                         |
| 1911 | 295000                         |
| 1921 | 340000                         |
| 1931 | 400000                         |
| 1941 | 500000                         |
| 1950 | 1302000                        |
| 1960 | 1592000                        |
| 1970 | 946000                         |
| 1980 | 2378000                        |
| 1990 | 2907000                        |
| 2000 | 3553000                        |
| 2010 | 5348000                        |

Rangún es, con mucho, la ciudad más poblada de Birmania. Según el censo de 2014, la ciudad tenía una población de 5,16 millones. La población de la ciudad creció considerablemente después de 1948 a medida que muchas personas (principalmente, indígenas birmanos) de otras partes del país se mudaron a las ciudades satélite recién construidas de North Okkalapa, South Okkalapa y Thaketa en la década de 1950 y East Dagon, North Dagon y South Dagon en la década de 1990. Los inmigrantes han fundado sus asociaciones regionales (como la Asociación Mandalay, la Asociación Mawlamyaing, etc.) en Rangún con fines de creación de redes. La decisión del gobierno de trasladar la capital administrativa de la nación a Naypyidaw ha drenado a un número indeterminado de funcionarios públicos fuera de Rangún.
Rangún es la ciudad con mayor diversidad étnica del país. Mientras que los indios birmanos formaban la ligera mayoría antes de la Segunda Guerra Mundial, hoy en día, la mayoría de la población es descendiente de indígenas birmanos. Existen grandes comunidades de indios / birmanos del sur de Asia y  chinos birmanos, especialmente en los barrios tradicionales del centro. Un gran número de gente Rakhine y gente Karen vive también en la ciudad.
El birmano es el idioma principal de la ciudad, mientras que el inglés es el segundo idioma más hablado, sobre todo por las clases acomodadas, siendo éste un legado del pasado colonial británico. Sin embargo, en los últimos años, la perspectiva de oportunidades de trabajo en el extranjero ha atraído a algunos a estudiar otros idiomas: el chino estándar mandarín es el más popular, seguido del japonés y el francés.

### Religión
Las principales religiones practicadas en Rangún son el budismo, el cristianismo, el hinduismo y el islam. La pagoda de Shwedagon es un famoso monumento religioso de la ciudad.

## Cultura

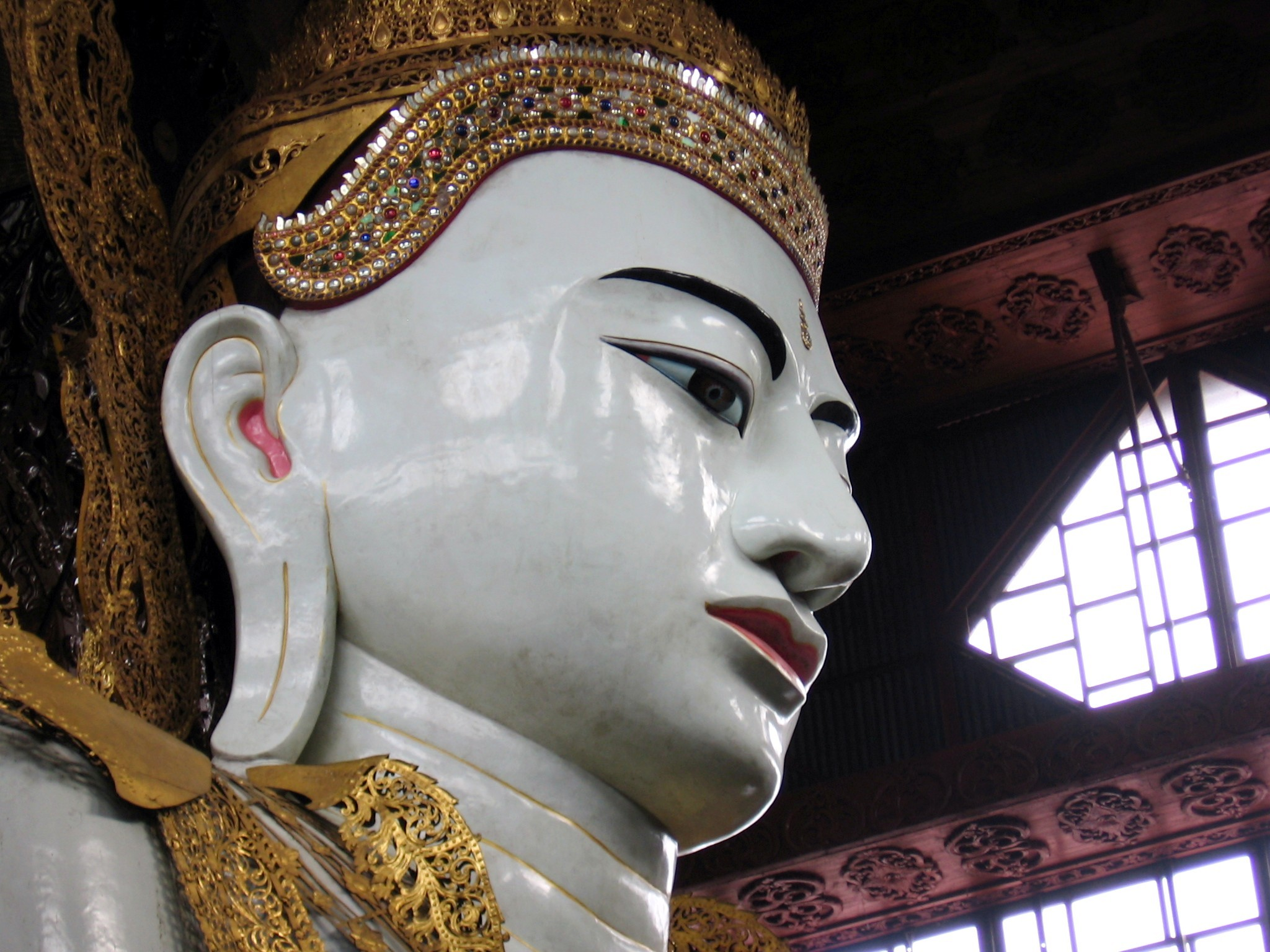
Buda sentado en la pagoda Ngahtatgyi

La lengua vernácula de Rangún es el birmano. Los habitantes de más edad y con un nivel educativo alto hablan también el inglés.
En la ciudad se encuentra la universidad más antigua de Birmania: la Universidad de Rangún. Afiliada en un principio a la Universidad de Calcuta, en 1920 se instituyó como centro de educación superior independiente. Dos de los institutos de medicina del país se encuentran en Rangún.

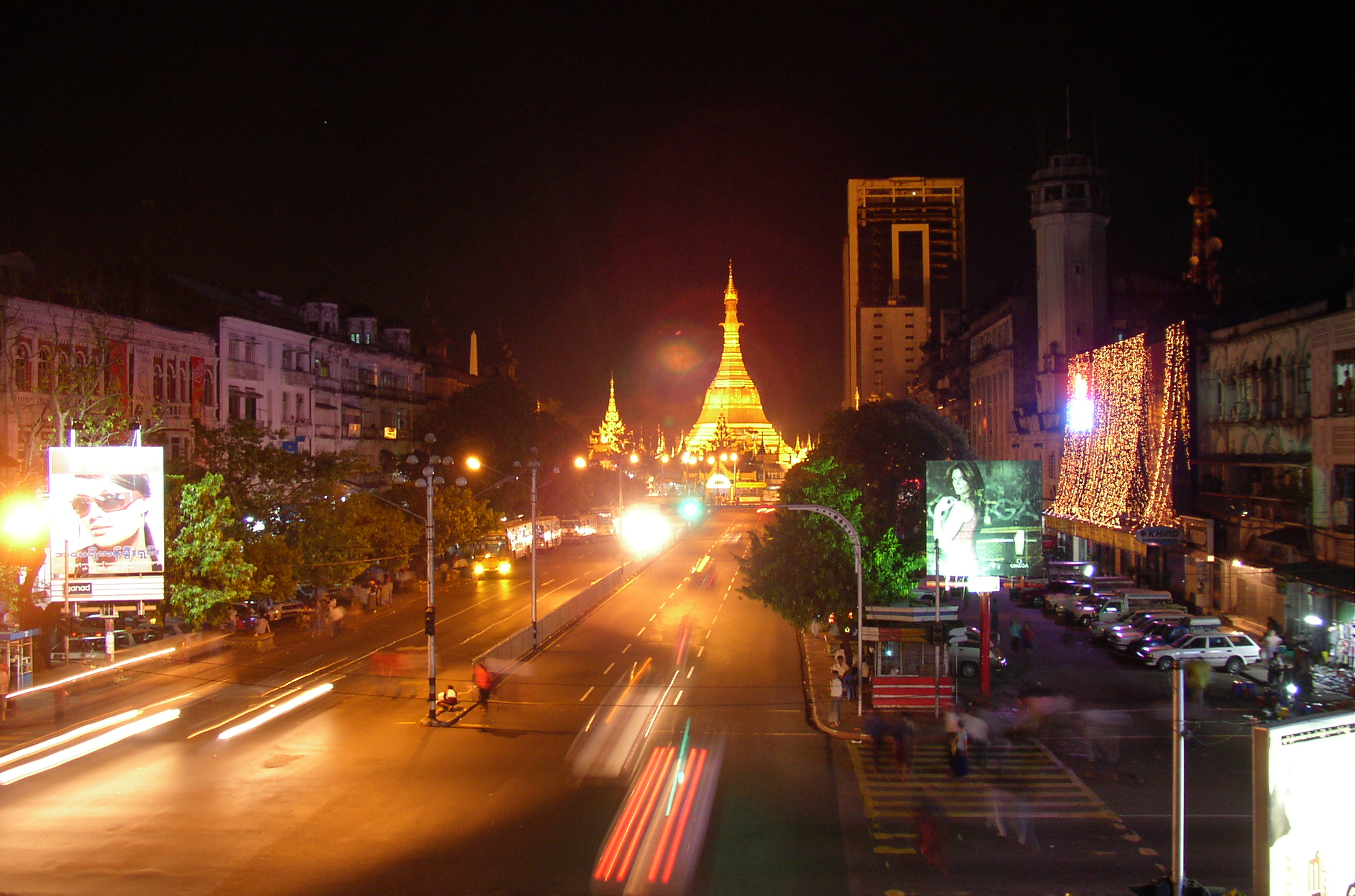
Imagen del centro de la ciudad de Rangún de noche

### Lugares culturales
- Shwedagon: complejo religioso en el que destaca la pagoda Shwedagon.
- Pagoda Sule: de forma octogonal y con cúpula dorada.
- Catedral de Santa María: catedral católica construida en 1895.
- Pagoda Chaukhtatgyi: en cuyo interior se encuentra una imagen gigante de Buda.
- Pagoda Ngahtatgyi: situada en el interior del monasterio Ashay Tawya Kyaung contiene otra colosal estatua de Buda conocida como el Buda de los cinco pisos.
- Pagoda Botahtaung: reconstruida por completo al final de la Segunda Guerra Mundial.

## Economía
La ciudad es el centro económico de Birmania. La mayoría de las importaciones y exportaciones pasan por Rangún, sobre todo a través del río Rangún que se une con el río Irawadi, el principal del país.

## Transporte
Todos los vuelos internacionales aterrizan en el Aeropuerto Internacional de Rangún, que está localizado a unos 19 kilómetros (12 millas) del municipio de Rangún. Los autobuses están apiñados con viejos conmutadores. Un arcaico ferrocarril, incluyendo el Ferrocarril Circular de Rangún, se extiende por Birmania. Los coches, aunque caros, se han convertido en habituales en las calles de Rangún provocando una mayor congestión en el tráfico. El gobierno establece restricciones en la importación de coches. Como resultado, el mercado negro es la primera fuente de importación de coches (suelen proceder de Tailandia o de China). Además, debido a que el gobierno raciona la gasolina, la mayoría de los coches usa gasolina procedente del gobierno o del mercado negro indistintamente.